# Bazuel
Bazuel ist eine französische Gemeinde im Département Nord in der Region Hauts-de-France mit 549 Einwohnern (Stand: 1. Januar 2022). Sie gehört zum Arrondissement Cambrai und zum Kanton Le Cateau-Cambrésis. Die Bewohner nennen sich Bazuélois und Bazuéloises.

## Geografie
Die Gemeinde Bazuel liegt auf 140 m über Meereshöhe zwischen den Flusstälern von Selle und Sambre, etwa 25 Kilometer südöstlich von Cambrai. Sie grenzt im Norden an Pommereuil, im Nordosten an Ors, im Südosten an Catillon-sur-Sambre, im Süden an Mazinghien und im Westen an Le Cateau-Cambrésis. Durch das Gemeindegebiet führen die ehemalige Route nationale 39 und die Bahnstrecke von Creil nach Jeumont.

## Bevölkerungsentwicklung
| Jahr                       | 1962 | 1968 | 1975 | 1982 | 1990 | 1999 | 2008 | 2013 | 2020 |
| Einwohner                  | 788  | 801  | 795  | 726  | 674  | 571  | 591  | 552  | 526  |
| Quellen: Cassini und INSEE |      |      |      |      |      |      |      |      |      |

## Sehenswürdigkeiten
- Kirche Saint-Vaast
- Kapelle Notre-Dame-de-Grâce